# Fort BS
Fort BS – polski zespół punkrockowy.
Grupa powstała w 1983 roku w Jeleniej Górze z fascynacji muzyką punkrockową i nowofalową. W 1984 roku po kilku lokalnych koncertach zespół zadebiutował na Festiwalu w Jarocinie.
Fort BS grał także w trakcie Jarocina 85. Podczas Jarocina 86 został laureatem festiwalu a utwór „Rozhulantyna” trafił na składankową płytę „Jeszcze młodsza generacja” prezentującą punkowo-nowofalową czołówkę tamtego okresu. W 1987 zespół zagrał znowu w Jarocinie – choć jako laureat nie otrzymując kolejnego zaproszenia – zmuszony został do występu pod inną nazwą – RAYA.
Po kilku latach przerwy, w 1992 Fort BS powrócił na scenę i wydał profesjonalną kasetę „Punk’N’Roll” a rok później koncertowy materiał „Tutaj jest wszystko inaczej”. W tym czasie grupa zagrała koncerty w kraju (m.in. na Festiwalu „Odjazdy”) oraz w Niemczech na Rock Festival w Monachium. Utwory zespołu ukazują się na licznych składankach: „Czad”, „Był kiedyś Jarocin”, „Top Punks” i „Odlot”. W 1994 roku Fort BS wydał trzecią kasetę „Hooligans” i znowu zagrał m.in. na Festiwalu w Jarocinie.
Kolejny materiał muzyczny pt. „Lekcja historii” powstał w 2008 roku płyta zawiera materiały z wydawnictw „PUNK N ROLL” oraz „Hooligans”. Znajdują się tutaj też materiały archiwalne z FMR JAROCIN 84, prób oraz 4 premierowe numery, które są zapowiedzią premierowego wydawnictwa
Rok 2015 zespół FORT BS zaczyna od promocji nowej płyty i to płyty akustycznej pt. „Po Cichu”.

## Skład zespołu
Obecny skład:
- Robert „Cichy” Cichocki – vocal
- Piotr „Piter” Wojciechowski – gitara
- Rafał „Rufio” Leśniak – gitara
- Andrzej „Jędrula” Idzi – bas
- Dariusz „Burza” Burzyński – perkusja

## Byli członkowie zespołu
Grzegorz Łomnicki (zmarły) - perkusja (1992-2009, 2017-2019)